# Clinteria caliginosa
Clinteria caliginosa är en skalbaggsart som beskrevs av Oliver Erichson Janson 1889. Clinteria caliginosa ingår i släktet Clinteria och familjen Cetoniidae. Inga underarter finns listade i Catalogue of Life.